# 파키스탄 야구 국가대표팀
파키스탄 야구 국가대표팀(우르두어: پاکستان بیس بال ٹیم, 영어: Pakistan national baseball team)은 파키스탄을 대표하는 야구 국가대표팀이다.

## 개요
1992년 시에드 카와르 샤흐(Syed Khawar Shah)에 의해 파키스탄 야구연맹이 조직된 이후 국제 대회에 적극적인 참여로 실력을 향상해 나가서 서아시아팀들 중에는 강팀으로 평가 받는다.

## 역대 성적

### 월드 베이스볼 클래식
| 본선   | 본선     | 본선     | 본선     | 본선     | 예선 | 예선 | 예선 |
| 년도   | 결과     | 경기     | 승       | 패       | 경기 | 승   | 패   |
| ------ | -------- | -------- | -------- | -------- | ---- | ---- | ---- |
| 2006년 | 불참     | 불참     | 불참     | 불참     | 없음 | 없음 | 없음 |
| 2009년 | 불참     | 불참     | 불참     | 불참     | 없음 | 없음 | 없음 |
| 2013년 | 예선탈락 | 예선탈락 | 예선탈락 | 예선탈락 | 2    | 0    | 2    |
| 2017년 | 예선탈락 | 예선탈락 | 예선탈락 | 예선탈락 | 2    | 0    | 2    |
| 2023년 | 불참     | 불참     | 불참     | 불참     | 불참 | 불참 | 불참 |
| 2026년 |          |          |          |          |      |      |      |
| 합계   | 0회 진출 |          |          |          | 4    | 0    | 4    |

### 아시안게임
| 연도   | 결과 | 경기 | 승   | 무   | 패   |
| ------ | ---- | ---- | ---- | ---- | ---- |
| 1994년 | 불참 | 불참 | 불참 | 불참 | 불참 |
| 1998년 | 불참 | 불참 | 불참 | 불참 | 불참 |
| 2002년 | 불참 | 불참 | 불참 | 불참 | 불참 |
| 2006년 | 불참 | 불참 | 불참 | 불참 | 불참 |
| 2010년 | 5위  | 3    | 1    | 0    | 2    |
| 2014년 | 5위  | 3    | 1    | 0    | 2    |
| 2018년 | 5위  | 5    | 2    | 0    | 3    |
| 2022년 | 불참 | 불참 | 불참 | 불참 | 불참 |
| 2026년 |      |      |      |      |      |
| 합계   | 3/8  | 11   | 4    | 0    | 7    |

### 아시아 선수권
- 2001년 아시아 야구 선수권 대회: 기권
- 2003년 아시아 야구 선수권 대회: 7위
- 2005년 아시아 야구 선수권 대회: 기권
- 2007년 아시아 야구 선수권 대회: 7위
- 2012년 아시아 야구 선수권 대회: 6위
- 2015년 아시아 야구 선수권 대회: 5위
- 2017년 아시아 야구 선수권 대회: 6위
- 2019년 아시아 야구 선수권 대회: 8위
- 2023년 아시아 야구 선수권 대회: 5위
- 2025년 아시아 야구 선수권 대회:

### 아시안컵 대회
- 1995년 아시안컵 야구 대회:
- 1997년 아시안컵 야구 대회:  3위
- 2001년 아시안컵 야구 대회:  준우승
- 2002년 아시안컵 야구 대회:  준우승
- 2004년 아시안컵 야구 대회:  준우승
- 2006년 아시안컵 야구 대회:  우승
- 2009년 아시안컵 야구 대회:  준우승
- 2010년 아시안컵 야구 대회:  우승
- 2012년 서아시안컵 야구 대회:  우승[1]
- 2013년 서아시안컵 야구 대회:  우승
- 2015년 서아시아컵 야구 대회:  우승
- 2017년 서아시아컵 야구 대회:  준우승
- 2019년 서아시아컵 야구 대회:  준우승
- 2023년 서아시아컵 야구 대회:  우승
- 2025년 서아시아컵 야구 대회:  준우승

## 같이 보기
- 아시아 야구 선수권 대회
- 아시안 게임 야구
- 아시안컵 야구 대회
- 월드 베이스볼 클래식